# 831 Stateira
831 Stateira
831 Stateira là một tiểu hành tinh ở vành đai chính, thuộc nhóm tiểu hành tinh Flora. Nó được xếp loại tiểu hành tinh kiểu S, có bề mặt sáng.
Tiểu hành tinh này do Max Wolf phát hiện ngày 20.9.1916 ở Heidelberg, và được đặt theo tên hoàng hậu Stateira, vợ của Artaxerxes II của Ba Tư.